# カレロ＝フィン・ソビエト社会主義共和国の国旗
カレロ＝フィン・ソビエト社会主義共和国の国旗は、最初に制定されたものが1940年から1953年まで、次に制定されたものが同年から1956年まで使用された。

## 変遷
自治カレリア社会主義ソビエト共和国は1923年7月25日に成立したが、カレリア共和国は1937年まで独自のシンボルを持たなかった。1937年6月16日から17日にかけて開催された第6回臨時カレリア・ソビエト大会においてカレリア自治ソビエト社会主義共和国憲法が採択されたが、その第10条において定められた国旗と国章は、その表記がロシア語、カレリア語とフィンランド語でなされたという点において独自性を持っていた。なお、当時のカレリア語には正書法が存在しなかったため、国旗におけるカレリア語の国名表記にはラテン文字で "KARELSKOI ASSR" としたものも、キリル文字で «КАРЬЯЛАН АССР» としたものも存在したとみられる。

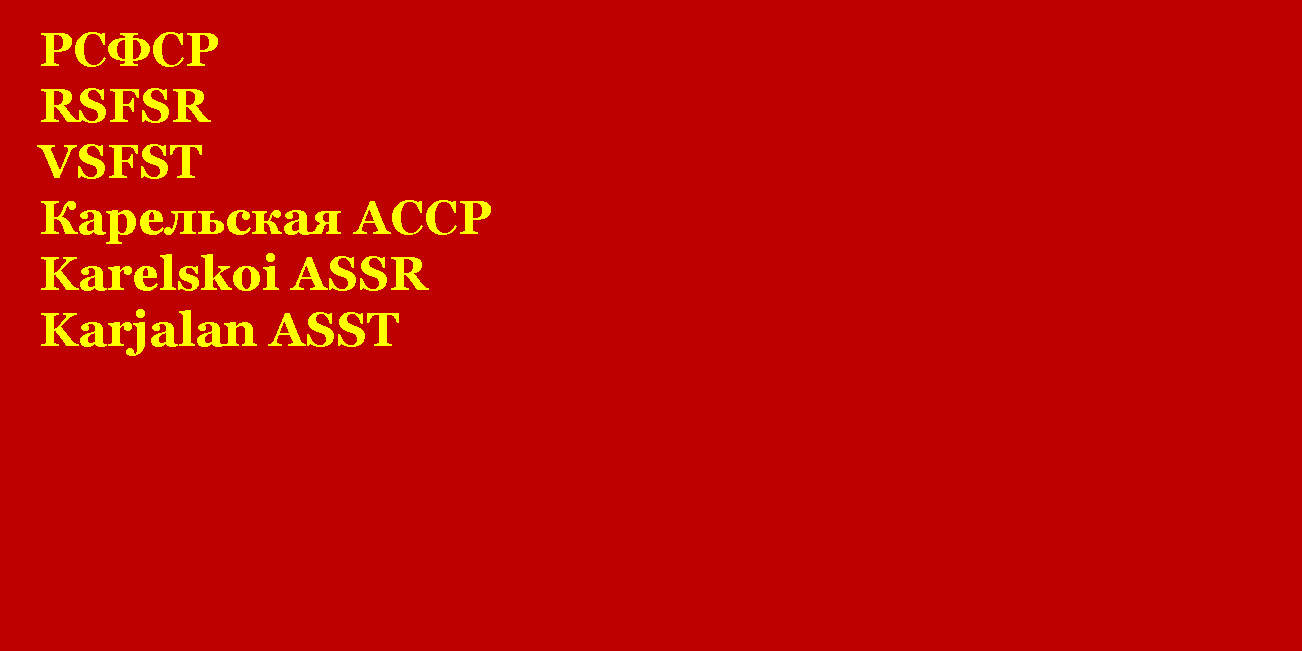
1937年6月17日から1940年6月9日までのカレリア自治ソビエト社会主義共和国の国旗

その後、冬戦争を経て1940年3月31日にカレリア自治共和国はカレロ＝フィン・ソビエト社会主義共和国へ昇格し、同年6月9日にはカレロ＝フィン共和国最高会議でその憲法が承認された。その第118条は国旗について「縦横比1対2で、左上部隅に金の鎌と槌、そしてフィンランド語とロシア語で «Карело-Финская ССР» と表示した赤旗」と定めている。国旗と国章の作者はヴェニアミン・ポポフ (ru) またはヴァシリー・アガポフ (ru) と思われる。

1940年6月9日から1953年3月13日までのカレロ＝フィン・ソビエト社会主義共和国の国旗

戦後、1947年1月20日にカレロ＝フィン共和国最高会議幹部会は国旗の改定を決議し、民族的なオーナメントをあしらった横縞の国旗草案が作成された。しかし1953年3月13日の最高会議幹部会令は、3つの水平帯からなる別の案を国旗として採択した。それは、上部旗竿付近に金の鎌と槌と金枠を持つ赤い星を表示する、赤（旗の高さの30分の19）、青（6分の1）、緑（5分の1）の水平三分旗であった。同年9月1日の第3期最高会議により、この変更は憲法第118条に反映された。その緑は森林資源を、青は豊かな川や湖を現しているとされた。

1953年3月13日から1956年8月20日までのカレロ＝フィン・ソビエト社会主義共和国の国旗

しかし、1956年7月16日にカレロ＝フィン共和国は再度カレリア自治ソビエト社会主義共和国へ降格された。翌8月20日に第4期最高会議で採択されたカレリア自治共和国憲法の第112条は、新たなカレリア自治共和国国旗を、ロシア共和国国旗の鎌と槌の下に «КАССР» および "KASNT" と表示したものと定めた。

1956年8月20日から1978年11月3日までのカレリア自治ソビエト社会主義共和国の国旗

1978年11月3日の憲法改定により、その第158条で新たな国旗は国名表記をフルネームとするとされた。

1978年11月3日からソ連崩壊までのカレリア自治ソビエト社会主義共和国の国旗

その後、ソビエト連邦の崩壊に際して1991年11月にカレリア自治共和国は「カレリア共和国」と改称し、1993年2月16日には最高会議により新たなカレリア共和国の国旗が承認された（しかし、それは明らかにカレロ＝フィン共和国時代の国旗の変種である）。

1993年2月16日からのカレリア共和国の国旗